# 阿洛伊斯·魏德曼施泰登

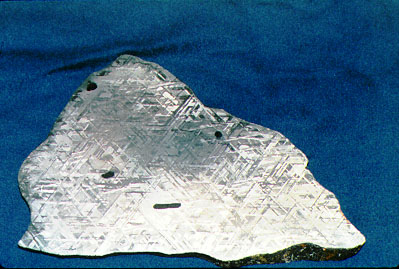
以硝酸酸洗後的鐵隕石截面，可見魏德曼花紋。

阿洛伊斯·馮·貝克·魏德曼施泰登（德語：Alois von Beckh Widmanstätten，1753年7月13日—1849年6月10日），又譯威德曼施特滕，全名阿洛伊斯·約瑟夫·弗朗茨·克薩韋爾·貝克·馮·魏德曼施泰登貴人（Alois Joseph Franz Xaver Beckh, Edler von Widmanstetten），奧地利印刷業商人和科學家。

## 早年經歷
魏德曼施泰登生於奧地利格拉茨，年輕時曾接受父親教授的印刷術訓練，並就讀於卡尔·弗朗岑斯大学。他的家庭曾經擁有施蒂利亞州的獨家代理印刷權，但該權力在1784年喪失，因此魏德曼施泰登在1807年出售了家族印刷廠。1804年他開始經營位於波滕多夫的紡織廠。
1807年魏德曼施泰登進入奧地利皇帝的私人工廠任職（德語：Fabriksproduktenkabinett），1808年成為位於維也納的帝國瓷器廠廠長。

## 魏德曼花紋的發現
1808年魏德曼施泰登以火焰加熱一片Hraschina隕石切片時，獨立發現了隕石上一些讓他驚訝的花紋，也就是現在所稱的「魏德曼花紋」。對鐵隕石加熱時，不同的氧化速率會造成顏色和光澤的差異。他並沒有發表他的發現，只有口頭告知其他同事。儘管如此，維也納礦物和動物學展示所所長卡爾·弗朗茨·安東·馮·施萊伯斯（Karl Franz Anton von Schreibers）仍認可他的發現，並以魏德曼施泰登命名。
鮮為人知的事實是，魏德曼花紋的真正發現者是G·湯姆生。事實上，湯姆生在那不勒斯時曾經將克拉斯諾亞爾斯克隕石以硝酸進行酸洗以去除铁锈。1804年湯姆生以法文在期刊《Bibliothèque Britannique》上發表了他的發現，所以按照時間的先後，湯姆生才應該是魏德曼花紋的發現者。
魏德曼施泰登於1817年退休，1849年在維也納逝世。

## 命名事物
- 鐵隕石中的魏德曼花紋
- 月球上的魏德曼環形山[10]
- 小行星21564[11]

## 延伸閱讀
- Widmanstätten, Aloys [Alois Joseph Franz Xaver von.] Springer Reference.